# Тодор Страхинов
Тодор А. Страхинов е български учител и революционер, участник в Кресненско-Разложкото въстание (1878 – 1879).

## Биография
Тодор Страхинов е роден в 1841 година в неврокопското село Търлис, което тогава е в Османската империя. Става учител и преподава в различни български села в Драмско и Сярско. Осем години преподава в Търлис и Каракьой. Активно участва в борбата на българите за църковна независимост. В 1876 година, преследван от властите, става хайдутин и писар на четата на войводата Стоян Карастоилов.
След Берлинския договор се включва в съпротивителното движение. Участва в дейността на комитета „Единство“ в Горна Джумая. Участва в избухналото Кресненско-Разложко въстание в сборния отряд на Стоян войвода. След смъртта на Стоян войвода и разгрома на въстанието, хайдутува с Коста Кукето и Георги Зимбилев в Разложко, Неврокопско, Драмско, Зъхненско, Сярско, Мелнишко, Валовищко и Петричко.
В 1880 година оставя хайдутлука и се заселва в Източна Румелия – в пазарджишкото село Ковачево и работи като учител. Преподава в град Пазарджик и в селата Сараньово и Ковачево 18 години до пенсия.
Умира в Ковачево в 1914 година.
Двамата му сина Стефан Страхинов (1882 - 1903) и Ангел Страхинов (? – 1917) са революционери. Автор е на ценни спомени за подготовката и хода на Кресненско-Разложкото въстание.